# 沙马基大洗劫
沙马基大洗劫發生於1721年8月18日，時當衰敗的伊朗萨法維帝國， 遜尼派列茲金人反叛軍攻入希爾萬省的首都沙馬基（位於現今的阿塞拜疆）。最初成功的反擊，緊要關頭被中央政府放棄。在沙馬基，不受控制的15,000名遜尼派教徒，造成對什葉派人口的大屠殺以及對城市的劫掠。
在沙馬基，俄羅斯商人的死亡，接著成為1722年－1723年俄罗斯－波斯战争的借口，導致伊朗和俄羅斯貿易的中斷，而阿斯特拉罕成為伏爾加貿易路線的新終點。

## 背景

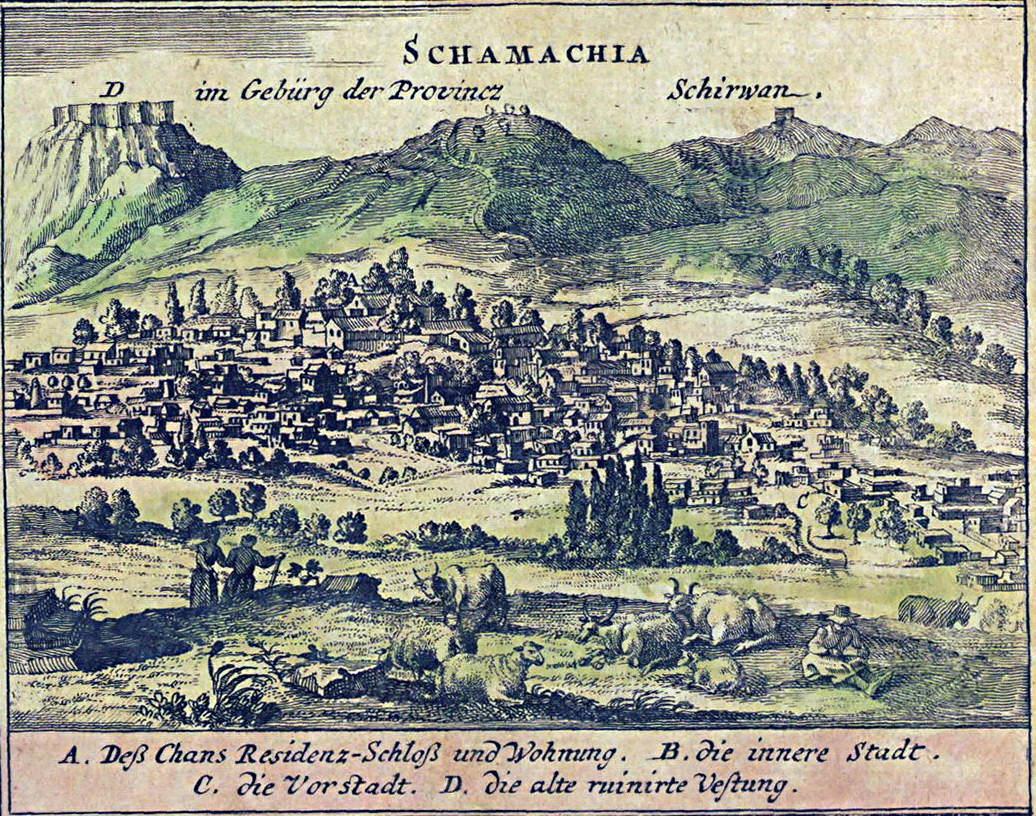
1683年由恩格尔贝特·肯普弗绘制的沙马基插图（出版于1734年约翰·霍曼的地图集）。

18世纪初的第一个十年，盛极一时的萨法维王国国势走向了严重的衰退，其领域内的许多地方都发生了叛乱。国王侯赛因软弱无能，纵使他自视比自己的首席毛拉更有人情味、更灵活机敏，也不得不在国家的重要决策上顺从他人的建议。他成为了一个“不思變革的君主”，除了偶尔跟着狩猎队出猎，他更喜欢一直呆在伊斯法罕首都附近，只會見“最亲密的朝臣”，此外不会见任何人。除了后宫的围墙，他没有见过外面的世界，而他很快就被烏理瑪穆罕默德-巴克尔·马杰莱西所吸引。马杰莱西是一位在侯赛因前任的蘇萊曼一世(r.  1666–1694)統治下，已經獲得相當多政治權力的人，他直接煽動迫害伊朗萨法维的遜尼派和苏菲派居民，也包括少數非伊斯蘭教徒，例如基督教信徒、犹太人和祆教徒。雖然在此的基督徒主要是亚美尼亚人，受難者比其它族群少，但他們有時候也成為攻擊的目標。